# Edward la Zouche
Edward la Zouche, 11. baron Zouche (ur. 6 czerwca 1556, zm. 18 sierpnia 1625) – angielski arystokrata i polityk, George’a la Zouche, 10. barona Zouche, i Margaret Welby.
Po śmierci ojca w 1569 r. odziedziczył tytuł 11. barona Zouche. W 1570 r. został dworzaninem królowej Elżbiety I. W tym czasie kształcił się w Trinity College na Uniwersytecie Cambridge. Uczelnię ukończył w 1571 r. jako magister sztuk. W 1575 r. został przyjęty do Gray’s Inn. Podczas procesu uwięzionej w Fotheringhay byłej królowej Szkocji Marii Stuart sprawował funkcję komisarza sądowego. W następnych latach był często wykorzystywany w misjach dyplomatycznych. Od stycznia do kwietnia 1594 r. był ambasadorem w Szkocji, a od czerwca do lipca 1598 r. ambasadorem w Danii.
W latach 1600–1601 Zouche był zastępcą gubernatora Guernsey. Od 14 czerwca 1602 do 1607 r. był przewodniczącym Rady Walii. 11 maja 1603 r. został powołany do Tajnej Rady. 5 września 1604 r. otrzymał od króla Jakuba stanowisko królewskiego komisarza ds. wygnania jezuitów. W 1610 r. wszedł w skład delegacji, która miała negocjować pokój z Francją. Od 16 czerwca 1612 do 1614 r. był komisarzem Skarbu. 13 lipca 1615 r. został dożywotnim lordem strażnikiem Pięciu Portów. 29 czerwca 1617 r. został członkiem Tajnej Rady Szkocji. Od 29 kwietnia 1620 do 21 stycznia 1624 r. był królewskim komisarzem ds. kościelnych.
Od 1605 r. jego główną rezydencją był Bramshill House w hrabstwie Hampshire. Był dwukrotnie żonaty. Jego pierwszą żoną została w 1578 r. jego kuzynka, Eleanor Zouche, córka sir Johna Zouche'a i Eleanor Whalley. Edward miał z nią dwie córki - Elizabeth i Mary. Eleanor zmarła w kwietniu 1611 r. Pół roku później Edward poślubił Sarah Harington, córkę sir Jamesa Haringtona. Małżeństwo to nie doczekało się potomstwa.
Po śmierci Edwarda w 1625 r. tytuł barona został zawieszony i przywrócony w 1815 r. jednemu z potomków Edwarda, sir Cecilowi Bisshoppowi.